# Carl Parrot

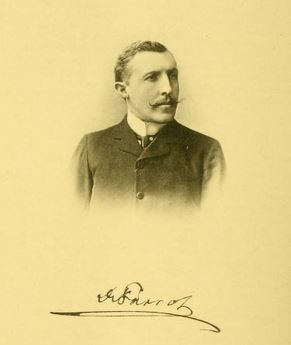
Carl Philip August Parrot

Carl Philip August Parrot, auch Karl Parrot (* 1. Februar 1867 in Castell; † 28. Januar 1911 in München) war ein deutscher Ornithologe und Gynäkologe.

## Leben und Wirken
Sein Vater Jean Parrot (1813–1901) war Arzt und Hofrat in Castell und zweimal verheiratet. 1838 heiratete er Clementine Louise Sturz (1811–1843) und 1856 Sophie Bürger (1832–1901). Carl stammte aus der zweiten Ehe und besuchte zunächst das Gymnasium in Würzburg. Nachdem seine Eltern im Jahr 1884 nach München zogen, schloss er dort das Gymnasium ab. Danach studierte er in München, Berlin und Wien Medizin mit Schwerpunkt Gynäkologie. Nach seiner Zeit als Assistenzarzt und Approbationsprüfung im Jahre 1892 eröffnete er schließlich in München seine eigene Praxis als Frauenarzt. Ein Jahr später promovierte er bei Otto von Bollinger (1843–1909) am pathologisch-anatomischen Institut in München. Seine Doktorarbeit trug den Titel Über die Größenverhältnisse des Herzens bei Vögeln.
Sein Onkel August Parrot (1825–1909) war schweizerischer Konsul in Sydney und später Privatier in Frankfurt am Main.
Geplagt von Asthma gab er seinen Beruf als Arzt auf und widmete sich ganz der Zoologie. Dafür arbeitete er als wissenschaftlicher Mitarbeiter bei der Zoologischen Staatssammlung München.
Aus seiner Ehe gingen eine Tochter und ein Sohn hervor. Die Ehefrau und die Kinder überlebten ihren Mann und Vater.
Noch am 13. Januar 1911 leitete er bei voller Gesundheit die Vollversammlung der Ornithologischen Gesellschaft in Bayern. Am 24. Januar begab er sich in die Klinik von Hofrat Dr. Josef Decker (–1935), um sich einem chirurgischen Eingriff zu unterziehen. Der Eingriff brachte Komplikationen mit sich, an deren Folgen er schließlich verstarb.

## Ornithologie

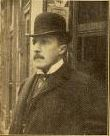
Carl Parrot

Neben seinen medizinischen Studien interessierte er sich seit frühester Kindheit für die Ornithologie, ein Hobby, dass er nach und nach auch wissenschaftlich betrieb. Beobachtete er zunächst nur Vögel in freier Natur, so legte er sich schließlich eine Privatsammlung sowie eine ornithologische Bibliothek an. Auf seinen Reisen nach Frankreich, England, Griechenland, Bosnien, Herzegowina, Ägypten, die Riviera und nach Korsika studierte er deren Avifauna und erweiterte seine Sammlung. Als Jäger mit einem Revier am Ammersee hatte er reichlich Gelegenheit die heimische Vogelwelt zu beobachten. Seine Erfahrungen dokumentierte er in zahlreichen Publikationen.
Seit dem Tod von Andreas Johannes Jäckel (1822–1885) war das Forschungsgebiet der Ornithologie in Bayern etwas verwaist. Zusammen mit Paul Leverkühn (1867–1905) gründete er 1889 einen Ornithologischen Lese-Cirkels in Bayern, innerhalb dessen die wichtigsten ornithologischen Fachschriften zirkulieren sollen. Gegen einen Jahresbeitrag von 15 Mark wurden 40 Zeitschriften veröffentlicht. 21 der Zeitschriften waren reine ornithologische Zeitschriften, 7 Jagd- und Sportzeitschriften und 12 allgemeine und spezielle zoologische Zeitschriften.
Parrot gründete zusammen mit dem Kunstmaler Gustav Hirsch, dem Landschaftsgärtner Raimund Grossegger, dem Lehrer Julius Mösmang und dem Bankbeamten Robert Rembold die Ornithologische Gesellschaft in Bayern. Die Gründungsversammlung fand am 5. Februar 1897 in seiner Wohnung in München, in der Klenzestraße 26, statt. Von 1897 bis 1903 führte der Verein den Namen Ornithologischer Verein München e.V. der im Jahr 1903 die Umwandlung in eine Gesellschaft folgte und auf ganz Bayern ausgedehnt wurde. Parrot war seit der Gründung bis zu seinem Tod Vorsitzender der Gesellschaft. Er schuf eine beachtliche Vereinsbibliothek, die allen Mitgliedern mit den wichtigsten ornithologischen Erscheinungen versorgen sollte. Die Vogelsammlung des Vereins wurde der zoologischen Staatssammlung in München übergeben. Da die Gesellschaft unterfinanziert war, schaffte er es mit der Hilfe von Alfons Graf von Mirbach-Geldern-Egmont Subventionen aus dem Ministerium für Finanzen und Innerem, dem Landrat von Oberbayern und der Akademie der Wissenschaft zu gewinnen.
Er galt als ausgezeichneter Systematiker und begeisterter biologischer Vogelbeobachter. So beschäftigte er sich mit der Ornithogeographie, d. h. Verbreitung und Vorkommen von Arten und Unterarten und dem Vogelzug. So initiierte er und der Präparandenlehrer Karl Bertram beispielsweise eine Studie über den Zug der Rauchschwalbe (Hirundo rustica) die Wilhelm Gallenkamp unter dem Titel Die Ankunft der Rauchschwalbe im Frühjahr 1905 in Bayern publizierte. Zusätzlich engagierte er sich im Bereich der Vogelberingung und dem Vogelschutz. Insbesondere das unnötige Töten von Raubvögeln und der Erhalt der als nützlich geltenden Vogelarten lag ihm am Herzen. Dieses Anliegen verfolgte er auch als Mitglied des Landesausschusses für Naturpflege und der Münchner städtischen Vogelschutzkommission. Trotzdem galt er auch als Anhänger der Vogelhaltung, denn er war der Meinung, dass diese das Verständnis für die freie Natur fördere. Jedes Jahr publizierte er Materialien zur bayerischen Ornithologie sowie ein Beobachtungsbericht die die Resultate der ornithologischen Landesforschung dokumentierte. Dabei arbeitete er auch mit Ludwig Freiherr von Besserer-Thalfingen (1857–1948), Josef Gengler (1863–1931), Wilhelm Gallenkamp und Karl Bertram zusammen. Agostino Bonomi (1850–1914) würdigte in seinem Nachruf auf den Verstorbenen die wertvollen Skripten Parrots, die er in seinem Artikel Sesta contribuzione all’ Avifauna tridentina. Note ornitologiche in  Accademia Roveretana degli Agiati di Scienze, Lettere ed Arti verwenden konnte.
In den letzten Jahren seines Wirkens arbeitete er fast täglich in der ornithologischen Abteilung der Königlichen Bayerischen Zoologischen Staatssammlung. Die Einrichtung einer ornithologischen Abteilung war ebenso sein Verdienst, wie die Berufung des Fachornithologen Carl Eduard Hellmayr zum Kurator oder die Anstellung von Gustav Küsthardt als Präparator. Für Philogène Auguste Galilée Wytsman (1866–1925) bearbeitete er in dessen Werk Genera Avium den vierzehnten Teil über die Bienenfresser (Meropidae).
Wie angesehen Parrot in der Welt der Vogelforscher war, zeigt sich in der Anzahl der Nachrufe. Im Journal für Ornithologie aus dem Jahr 1911 finden sich sogar zwei Nachrufe. So schrieben u. a. Eduard Schnorr von Carolsfeld (1868–1949), Herman Schalow (1852–1925), Carl Eduard Hellmayr, Ludwig Freiherr von Besserer-Thalfingen, Anton Johann Franz Clevich (1876–), Otto Kleinschmidt (1870–1954) mit  Rudolf Thielemann (1872–1934) und Agostino Bonomi Nachrufe auf Parrot.

## Mitgliedschaften
Parrot war Ehrenmitglied der Ungarisch Ornithologischen Zentrale in Budapest. Ausschussmitglied der Deutschen Ornithologen-Gesellschaft, Ausschussmitglied des Vereins für Naturkunde in München, korrespondierendes Mitglied der Naturhistorischen Gesellschaft in Nürnberg, Mitglied des permanenten internationalen ornithologischen Komitees und des bayerischen Landesausschusses für Naturpflege.

## Dedikationsnamen

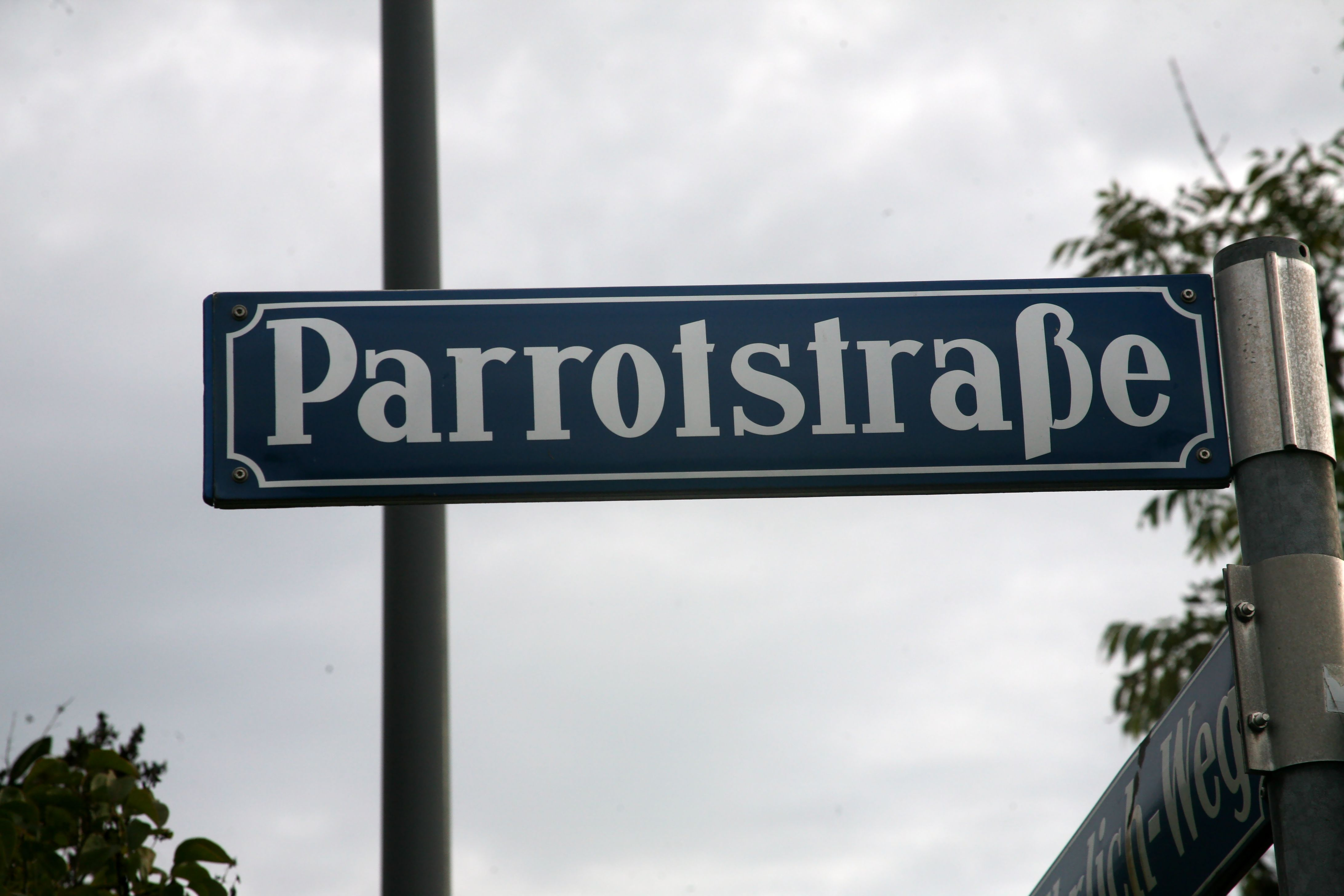
Schild der Parrotstraße in München/Allach zu Ehren von Carl Parrot

Ernst Hartert ehrte ihm 1911 in Dendrocopos major parroti einer Unterart des Buntspechts, Erwin Stresemann 1913 mit Centropus sinensis parroti einer Unterart des Heckenkuckucks.
Karl Görnitz nannte 1921 eine Unterart der Grauammer Emberiza calandra parroti, da Emberiza calandra insularis ein Name den Parrot 1910 verwendete bereits durch Fringillaria tahapisi insularis (Ogilvie-Grant & Forbes, 1899) einer Unterart der Bergammer vergeben war. Später stellte sich heraus, dass es sich bei dieser Unterart in Wirklichkeit um ein Synonym für die Nominatform handelte.
Außerdem ist ihm in München die Parrotstraße gewidmet.

## Erstbeschreibungen durch Carl Parrot
Parrot hat zahlreiche Arten bzw. Unterarten, die neu für die Wissenschaft waren, beschrieben. Zu den Arten  und Unterarten gehören chronologisch u. a.:
- Stejnegers Schwarzkehlchen (Saxicola stejnegeri (Parrot, 1908))
- Unterart der Azurelster (Cyanopica cyanus japonica (Parrot, 1905))
- Unterart des Grünfinks (Chloris chloris muehlei (Parrot, 1905))
- Unterart des Kupfer-Schmiedbartvogels (Psilopogon haemacephalus delicus (Parrot, 1907))
- Unterart des Schimmerkuckucks (Phaenicophaeus curvirostris singularis (Parrot, 1907))
- Unterart der Blaumeise (Cyanistes caeruleus calamensis (Parrot, 1908))
- Unterart des Kuckuckszwergkauz (Glaucidium cuculoides bruegeli (Parrot, 1908))
- Unterart der Heidelerche (Lullula arborea familiaris (Parrot, 1910))

## Schriften
- Seltenere Erscheinungen in der oberbaierischen Ornis. In: Ornithologisches Jahrbuch. Band 1, Nr. 7, 1890, S. 132–139 (biodiversitylibrary.org [abgerufen am 20. September 2015]).
- Bericht. In: Ornithologische Monatsschrift. Band 15, Nr. 14, 1890, S. 390–393 (biodiversitylibrary.org [abgerufen am 24. September 2015]).
- Ornithologisches aus dem Britischen Museum. In: Ornithologische Monatsschrift. Band 16, 1891, S. 343–352 (biodiversitylibrary.org [abgerufen am 24. September 2015]).
- Ornithologisches aus der Oberpfalz. In: Zeitschrift für Ornithologie und practische Geflügelzucht. Band 21, 1893, S. 7.
- Ornithologisches aus der Oberpfalz. In: Zeitschrift für Ornithologie und practische Geflügelzucht. Band 21, 1893, S. 30.
- Über die Größenverhältnisse des Herzens bei Vögeln. In: Zoologische Jahrbücher. Abteilung für Systematik, Geographie und Biologie der Tiere. Band 7, 1894, S. 496–522 (zobodat.at [PDF; 2,3 MB; abgerufen am 24. September 2015]).
- Zur Verbreitung des Girlitz in Süddeutschland. In: Ornithologische Monatsberichte. Band 2, Nr. 7, 1894, S. 105–109 (biodiversitylibrary.org [abgerufen am 24. September 2015]).
- Der Halsbandfliegenschnäpper (Muscicapa albicollis T. = M. collaris Bchst.) als Brutvogel bei München. In: Journal für Ornithologie (= 5). Band 43, Nr. 1, 1895, S. 1–14 (biodiversitylibrary.org [abgerufen am 24. September 2015]).
- Versuch einer Ornis des Grödener Tals (Südtirol). In: Ornithologische Monatsschrift. Band 22, Nr. 2, 1897, S. 47–55 (biodiversitylibrary.org [abgerufen am 24. September 2015]).
- Versuch einer Ornis des Grödener Tals (Südtirol). In: Ornithologische Monatsschrift. Band 22, Nr. 3, 1897, S. 73–77 (biodiversitylibrary.org [abgerufen am 24. September 2015]).
- Kann unsere einheimische Forschung annähernd als abgeschlossen betrachtet werden? In: Jahresbericht des Ornithologischen Vereins München für 1897 und 1898. Band 1. München 1899, S. 1–15 (biodiversitylibrary.org [abgerufen am 24. September 2015]).
- Die Vogelfauna von Japan. In: Jahresbericht des Ornithologischen Vereins München für 1897 und 1898. Band 1. München 1899, S. 66–78 (biodiversitylibrary.org [abgerufen am 24. September 2015]).
- Materialien zur bayerischen Ornithologie, zugleich I. Beobachtungsbericht aus dem Jahre 1897 u 1898. In: Jahresbericht des Ornithologischen Vereins München für 1897 und 1898. Band 1. München 1899, S. 83–152 (biodiversitylibrary.org [abgerufen am 24. September 2015]).
- Das Vorkommen von Muscicapa parva Bechst. in Bayern. In: Journal für Ornithologie (= 5). Band 46, Nr. 1, 1898, S. 57–59 (biodiversitylibrary.org [abgerufen am 24. September 2015]).
- Ornithologische Mitteilungen aus Bayern. In: Journal für Ornithologie (= 5). Band 46, Nr. 1, 1898, S. 59–60 (biodiversitylibrary.org [abgerufen am 24. September 2015]).
- Zur Ornis der ostfriesischen Inseln. In: Journal für Ornithologie (= 5). Band 46, Nr. 1, 1898, S. 60–61 (biodiversitylibrary.org [abgerufen am 24. September 2015]).
- Spätsommertage an der pommerschen Küste. In: Ornithologische Monatsschrift. Band 23, Nr. 5, 1898, S. 170–175 (biodiversitylibrary.org [abgerufen am 24. September 2015]).
- Ergebnisse einer Reise nach dem Occupationsgebiete nebst einer Besprechung der gesammten Avifauna des Landes. In: Ornithologische Monatsschrift. Band 23, Nr. 10, 1898, S. 310–322 (biodiversitylibrary.org [abgerufen am 24. September 2015]).
- Ergebnisse einer Reise nach dem Occupationsgebiete nebst einer Besprechung der gesammten Avifauna des Landes. In: Ornithologische Monatsschrift. Band 23, Nr. 11, 1898, S. 348–363 (biodiversitylibrary.org [abgerufen am 24. September 2015]).
- Falco centris in Bayern. In: Ornithologisches Jahrbuch. Band 9, Nr. 7, 1898, S. 130 (biodiversitylibrary.org [abgerufen am 24. September 2015]).
- Zum gegenwärtigen Stande der Schreiadler-Frage. In: Journal für Ornithologie (= 5). Band 47, Nr. 1, 1899, S. 1–32 (biodiversitylibrary.org [abgerufen am 24. September 2015]).
- Zur ungarischen Avifauna. In: Ornithologische Monatsschrift. Band 24, Nr. 1, 1899, S. 33–37 (biodiversitylibrary.org [abgerufen am 24. September 2015]).
- mit Ludwig Freiherr von Besserer-Thalfingen, Josef Gengler: Materialien zur bayerischen Ornithologie. II. Zugleich II. Beobachtungsbericht aus dem Jahre 1899 u 1899. In: Jahresbericht des Ornithologischen Vereins München für 1899 und 1900. Band 2, 1901, S. 89–283 (biodiversitylibrary.org [abgerufen am 24. September 2015]).
- Sonderbeobachtung über Zug und Vorkommen von Ruticilla tithys, Ruticilla phoenicura, Columbus palumbus und Cuculus canorus in Bayern. In: Jahresbericht des Ornithologischen Vereins München für 1899 und 1900. Band 2, 1901, S. 272–324 (biodiversitylibrary.org [abgerufen am 24. September 2015]).
- „Phylloscopus rufus sylvestris“ Meisner und die Verbreitung der Laubvogelarten in der Schweiz. In: Journal für Ornithologie (= 5). Band 48, Nr. 4, 1900, S. 455–458 (biodiversitylibrary.org [abgerufen am 24. September 2015]).
- Ornithologische Wahrnehmungen auf einer Fahrt nach Aegypten. In: Jahresbericht des Ornithologischen Vereins München für 1901 und 1902. Band 3, 1903, S. 89–136.
- mit Ludwig Freiherr von Besserer-Thalfingen, Josef Gengler: Materialien zur bayerischen Ornithologie. III. Zugleich III. Beobachtungsbericht aus dem Jahre 1901 u 1902. In: Jahresbericht des Ornithologischen Vereins München für 1901 und 1902. Band 3, 1903, S. 138–144.
- Sonderbeobachtung über Columba palumbus, Columba oenas, Ruticilla tithys, Ruticilla phoenicura, Cuculus canorus. In: Jahresbericht des Ornithologischen Vereins München für 1901 und 1902. Band 3, 1903, S. 347–384.
- Die Schneegans in Bayern. In: Ornithologische Monatsschrift. Band 27, Nr. 10, 1902, S. 442–445 (biodiversitylibrary.org [abgerufen am 24. September 2015]).
- Vom Liebesspiel der Bekassine (Gallinago gallinago L.). In: Ornithologische Monatsberichte. Band 12, Nr. 3, 1904, S. 37–41 (biodiversitylibrary.org [abgerufen am 24. September 2015]).
- Beobachtungen auf Norderney und Borkum. In: Verhandlungen der Ornithologischen Gesellschaft in Bayern. Band 5, 1904, S. 8–13 (biodiversitylibrary.org [abgerufen am 24. September 2015]).
- Über die Ornis von Süd-Tirol. In: Verhandlungen der Ornithologischen Gesellschaft in Bayern. Band 5, 1904, S. 28–32 (biodiversitylibrary.org [abgerufen am 24. September 2015]).
- mit Ludwig Freiherr von Besserer-Thalfingen, Josef Gengler: Materialien zur bayerischen Ornithologie IV. Vierter Beobachtungsbericht aus den Jahren 1903 und 1904. In: Verhandlungen der Ornithologischen Gesellschaft in Bayern. Band 5, 1904, S. 77–258 (biodiversitylibrary.org [abgerufen am 24. September 2015]).
- Sonderbeobachtung über Columba palumbus, Columba oenas, Ruticilla tithys, Ruticilla phoenicura, Cuculus canorus. In: Verhandlungen der Ornithologischen Gesellschaft in Bayern. Band 5, 1904, S. 299–335 (biodiversitylibrary.org [abgerufen am 24. September 2015]).
- mit Wilhelm Leisewitz: Untersuchungen zur Nahrungsmittellehre der Vögel. In: Verhandlungen der Ornithologischen Gesellschaft in Bayern. Band 5, 1904, S. 436–443 (biodiversitylibrary.org [abgerufen am 24. September 2015]).
- Einiges vom Dachauer Moos. In: Ornithologische Monatsschrift. Band 30, Nr. 1, 1905, S. 71–80 (biodiversitylibrary.org [abgerufen am 24. September 2015]).
- Cyanopica cyanus japonica a. subspec. In: Ornithologische Monatsberichte. Band 13, Nr. 2, 1905, S. 26 (biodiversitylibrary.org [abgerufen am 24. September 2015]).
- Kritische Übersicht der palaearktischen Emberiziden. (Auf Grund des in der kgl. Bayerischen Staatssammlung vorhandenen Materials.) (Schluß folgt.). In: Ornithologisches Jahrbuch. Band 16, 1905, S. 1–50 (zobodat.at [PDF; 12,3 MB; abgerufen am 24. September 2015]).
- Kritische Übersicht der palaearktischen Emberiziden. (Auf Grund des in der kgl. Bayerischen Staatssammlung vorhandenen Materials.); (Schluß). In: Ornithologisches Jahrbuch. Band 16, 1905, S. 81–113 (zobodat.at [PDF; 7,6 MB; abgerufen am 24. September 2015]).
- Über die Formen von Sitta europaea L. In: Ornithologisches Jahrbuch. Band 16, 1905, S. 113–127 (zobodat.at [PDF; 3,7 MB; abgerufen am 24. September 2015]).
- Eine Reise nach Griechenland und ihre ornithologischen Ergebnisse. In: Journal für Ornithologie. Band 53, Nr. 3, 1905, S. 515–556 (biodiversitylibrary.org [abgerufen am 24. September 2015]).
- Eine Reise nach Griechenland und ihre ornithologischen Ergebnisse. In: Journal für Ornithologie. Band 53, Nr. 4, 1905, S. 618–669 (biodiversitylibrary.org [abgerufen am 24. September 2015]).
- mit Ludwig Freiherr von Besserer-Thalfingen, Wilhelm Gallenkamp, Josef Gengler: Materialien zur bayerischen Ornithologie V. Fünfter Beobachtungsbericht aus den Jahren 1905 und 1906. In: Verhandlungen der Ornithologischen Gesellschaft in Bayern. Band 7, 1906, S. 68–89 (biodiversitylibrary.org [abgerufen am 24. September 2015]).
- Sonderbeobachtung über Zug und Vorkommen von Columba palumbus, Columba oenas, Ruticilla tithys, Ruticilla phoenicura, Cuculus canorus. In: Verhandlungen der Ornithologischen Gesellschaft in Bayern. Band 7, 1906, S. 168–192 (biodiversitylibrary.org [abgerufen am 24. September 2015]).
- Vogelzugbeobachtungen auf Reisen. In: Globus. Band 84, 1906, S. 123–126.
- Zur Systematik der paläarktischen Corviden. In: Zoologische Jahrbücher. Abteilung für Systematik, Geographie und Biologie der Tiere. Band 23, 1906, S. 257–294 (biodiversitylibrary.org [abgerufen am 24. September 2015]).
- Zur Systematik der paläarktischen Corviden. In: Zoologische Jahrbücher. Abteilung für Systematik, Geographie und Biologie der Tiere. Band 25, 1907, S. 1–78 (biodiversitylibrary.org [abgerufen am 24. September 2015]).
- Über eine Vogelsammlung aus Siam und Borneo. In: Verhandlungen der Ornithologischen Gesellschaft in Bayern. Band 8, 1907, S. 97–139 (biodiversitylibrary.org [abgerufen am 24. September 2015]).
- Zwei neue Vogelformen aus Asien. In: Ornithologische Monatsberichte. Band 15, Nr. 10, 1907, S. 168–171 (biodiversitylibrary.org [abgerufen am 24. September 2015]).
- Teil: Aves in Wilhelm Filchner: Wissenschaftliche Ergebnisse der Expedition Filchner nach China und Tibet, 1903–1905. Ernst Siegfried Mittler und Sohn, Berlin 1908, S. 126–133 (Textarchiv – Internet Archive [abgerufen am 24. September 2015]).
- mit Karl Bertram, Wilhelm Gallenkamp, Josef Gengler: Materialien zur bayerischen Ornithologie VI. Sechster Beobachtungsbericht aus den Jahren 1907 und 1908. In: Verhandlungen der Ornithologischen Gesellschaft in Bayern. Band 9, 1909, S. 68–89 (biodiversitylibrary.org [abgerufen am 24. September 2015]).
- Der Zwergfliegenschnäpper in Südbayern. In: Verhandlungen der Ornithologischen Gesellschaft in Bayern. Band 9, 1909, S. 226–227 (biodiversitylibrary.org [abgerufen am 24. September 2015]).
- Bericht über eine von Dr. E. Zugmayer in Chinesisch-Turkestan, Westtibet und Kashmir zusammengebrachte Vogelsammlung. In: Verhandlungen der Ornithologischen Gesellschaft in Bayern. Band 9, 1909, S. 228–266 (biodiversitylibrary.org [abgerufen am 24. September 2015]).
- Die Lachmöve in Bayern und das Markierungsverfahren. In: Verhandlungen der Ornithologischen Gesellschaft in Bayern. Band 10, 1909, S. 144–149 (biodiversitylibrary.org [abgerufen am 24. September 2015]).
- Beiträge zur Ornithologie Sumatras und der Insel Banka mit besonderer Zugrundelegung der von Dr. Hagen auf Banka gesammelten Vögel. In: Abhandlungen der Mathematisch-Physikalischen Klasse der Königlich Bayerischen Akademie der Wissenschaften. Band 24, 1910, S. 149–286 (biodiversitylibrary.org [abgerufen am 24. September 2015]).
- Zwei neue Bienenfresser-Formen aus Afrika. In: Ornithologische Monatsberichte. Band 18, Nr. 1, 1910, S. 12–13 (biodiversitylibrary.org [abgerufen am 24. September 2015]).
- Neue Vogelformen aus dem mediterranen Gebiet. In: Ornithologische Monatsberichte. Band 18, Nr. 10, 1910, S. 153–156 (biodiversitylibrary.org [abgerufen am 24. September 2015]).
- Beiträge zur Ornithologie der Insel Korsika. In: Ornithologisches Jahrbuch. Band 21, 1910, S. 121–156 (zobodat.at [PDF; 1,5 MB; abgerufen am 24. September 2015]).
- Beiträge zur Ornithologie der Insel Korsika. In: Ornithologisches Jahrbuch. Band 21, 1910, S. 201–216.
- Beiträge zur Ornithologie der Insel Korsika. In: Ornithologisches Jahrbuch. Band 22, 1911, S. 22–45 (zobodat.at [PDF; 883 kB; abgerufen am 24. September 2015]).
- in Philogène Auguste Galilée Wytsman: Picariae Fam. Meropidae in Genera Avium. Nr. 14. V. Verteneuil & L. Desmet, Brüssel 1911 (biodiversitylibrary.org [abgerufen am 2. Dezember 2015]).

## Weblink
- Ornithologen-Persönlichkeiten in Bayern